# Fossalta di Piave
Fossalta di Piave és un municipi italià, dins de la ciutat metropolitana de Venècia. L'any 2007 tenia 4.018 habitants. Limita amb els municipis de Meolo, Monastier di Treviso (TV), Musile di Piave, Noventa di Piave, San Donà di Piave i Zenson di Piave (TV).

## Administració
| Període | Identitat          | Partit         |
| ------- | ------------------ | -------------- |
| 2007-   | Bruno Perissinotto | Centreesquerra |